# 大ダコ (東宝特撮作品)
大ダコ（おおダコ、Giant Octopus）は東宝の怪獣映画『キングコング対ゴジラ』などに登場する架空の生物である。資料によっては大タコとも表記される。別名は海魔、怪魔など。

## 概要
突然変異によって巨大化したタコであり、8本の長い触手と十分な蛮力でさまざまな怪獣を苦しめる。銃弾や槍を受け付けない軟体を持つ。また、肉食性が強く漁船などを襲い、人間を捕食する。すべての個体が夜行性である。
特撮監督の円谷英二は、映画『ゴジラ』の企画時に大ダコの怪獣をイメージしており、それ以降も大ダコにこだわっていたとされる。
『キングコング対ゴジラ』での大ダコの特撮が海外で好評となり、アメリカのベネディクト・プロとの提携で制作された『フランケンシュタイン対地底怪獣』と『フランケンシュタインの怪獣 サンダ対ガイラ』でも大ダコの登場シーンが挿入された。

## 登場作品
公開順。
- キングコング対ゴジラ（1962年）
- フランケンシュタイン対地底怪獣（テレビ放映版、1965年）
- フランケンシュタインの怪獣 サンダ対ガイラ（1966年）

## 『キングコング対ゴジラ』に登場する大ダコ
ファロ島近海に住む巨大なタコ。夜行性で夜な夜なファロ島に上陸しては、陽がかげると捕食行動を開始して島民を手当たり次第に捕まえて食べようとするが、そこに現れたキングコングに妨害され、戦いとなる。キングコングの頭部に絡み付いたり、頭部を8本の触手で締め上げるなどして善戦するが、キングコングの怪力には歯が立たず投げ飛ばされて叩きつけられた末、海へ敗走した。
制作
撮影には、本物のマダコとミニチュア、実物大の触手の造形物を使用している。
本物を用いた撮影は、三浦半島の三崎にミニチュアのオープンセットを持ち出して行われた。本作品は円谷英二にとっては念願のタコ映画でもあり、数十匹も購入したタコの目にピンライトの光を当てて動かした。撮影の有川貞昌は、本物のタコは小さく、円谷に本当にそれでやるのか何度も念押ししたという。川北紘一は、タコが思うように動かず苦労したと証言している。一方、中野昭慶も同様の証言に加え、セットでは動かないタコに熱した鉄の棒（焼火ばし）を近づけ、その熱さを嫌がって動く姿を徐々に撮影したと証言している。撮影には2、3日を要し、タコが動くのを待つ間、スタッフらはキャッチボールなどをして気長にすごしていたという。使い終わった後のタコは、宿泊先の旅館の板前が調理し、2日間かけてスタッフで食べ尽くした。キングコングのアップ用ギニョールを用いた戦闘シーンでも、本物のタコを用いている。
No.8ステージで撮影されたキングコングと絡む場面のタコは、開米栄三によってラテックス製のものが作られた。本物のタコから型取りしており、開米は知人である築地の卸売業者に頼んで大物が出たことを知らせてもらい、早朝から買いに走ったという。当初はゴム玩具のような質感であったことから生のタコが用いられることになり、こちらの造形物はビニールを巻いて質感を出すかたちに改められた。
決定稿までは、大筏で運ばれる途中のキングコングと洋上で戦うシーンが存在したが、改定稿で削除された。
円谷は、撮影当時に毎日新聞で連載していたエッセイ『忍術から宇宙まで』にて大ダコの登場を示唆する文章を掲載していた。
登場シーンの一部は『ウルトラQ』第23話「南海の怒り」に流用された。詳細は「ウルトラQの登場怪獣#大ダコ スダール」を参照。
大ダコの効果音はゴジラなどと同様に伊福部昭が手掛けており、無調の12音階とコンボオルガンやミュージックソーのグリッサンドを合わせて表現している。伊福部は、これには「全く弱りきった」と述べており、「効果があったかどうかは疑わしい」と述懐している。大ダコのシーンでのBGMは、『フランケンシュタイン対地底怪獣』の大ダコ出現シーンにも流用された。

## 『フランケンシュタイン対地底怪獣』に登場する大ダコ
富士山麓の湖に生息していると推測される。バラゴンとの戦いで疲労して闘争意欲が残るフランケンシュタインを湖の周囲の岩場から襲撃し、足で絡め取って湖内へ引きずり込むと、そのまま湖底に沈んでいった。
- 大ダコが登場するシーンは海外用として撮影されていたが[出典 21]、テレビ放映版で初めて公開された[出典 22]。監督の本多猪四郎は、山の中にタコを出現させたことに苦言を呈している[61]。詳細は「フランケンシュタイン対地底怪獣#結末のバリエーション」を参照。
- 造形は八木勘寿、八木康栄、村瀬継蔵が担当した。胴体はスポンジ製で、表皮はラテックスにオガクズを練ったものを塗り、さらにその上からラテックスで固めている[出典 23]。出現シーンは本物のタコを用いている[16][60]。
- 造形物は『ウルトラQ』第23話「南海の怒り」のスダールにそのまま流用され[62]、その後、後述する『サンダ対ガイラ』の大ダコに使用された[68]。

## 『フランケンシュタインの怪獣 サンダ対ガイラ』に登場する大ダコ
タコがなんらかの理由で、突然変異により巨大化した怪獣。赤く目が輝く。肉食と思われる食性で、船を襲った目的も捕食である可能性が高い。
嵐の夜に三浦半島沖を密輸中の第三海神丸の乗組員を襲い、操舵室にいた亀田三郎を足で攻撃して捕獲しようとしたところをガイラに妨害され、船上で対決して互角の攻防を繰り広げ、ガイラを広げた足で締めつけて包み込むが、海へ叩き込まれて絶命した。
- 造形物は前作の流用[16][68]。操演は、各脚に1人ずつと胴体に1人の計9人で行われた[78]。目の電飾をスライダックで明滅させている[69]。
- 3作品目にして初めて水上での戦いが描かれた[79]。
- ガイラのスーツアクターを務めた中島春雄は、大ダコの脚が巻き付いてもがき苦しむ場面は事実上の一人芝居であったといい、ラッシュを見て成功を確信したが、それまではうまくできていたかどうか心配していたという[78]。

## その他
『ウルトラQ』（1966年）
第23話「南海の怒り」で、大ダコ スダールに流用。時期としては、『フランケンシュタイン対地底怪獣』と『サンダ対ガイラ』の間の時期であるが、造形物のほかに『キングコング対ゴジラ』のライブフィルムの流用もある。
『戦え! マイティジャック』（1968年）
第14話「炎の海を乗り越えろ！」で、海魔大ダコに流用。唯一、白昼に出現する個体。海から垂直に足を伸ばしてマイティジャック号に襲いかかる。全長235メートルの同艦と同程度の大きさである。
『ゴジラ×メカゴジラ』（2002年）
劇中には登場しないが、背景設定として製作補の山中和史により執筆された「特生自衛隊前史」では、劇中世界の1965年に出現し、バラゴンを倒したフランケンシュタインを海中へ連れ去ったとされる。
『キングコング:髑髏島の巨神』（2017年）
2017年の映画。巨大な頭足類のリバー・デビルが『キングコング対ゴジラ』の大ダコへのオマージュとして登場し、キングコングと格闘を行う。詳細はリンク先を参照。
『GODZILLA 怪獣黙示録』（2018年）
アニメ映画三部作の前日譚小説。太平洋に生息し、1年に2、3艘の割合で漁船や輸送船を沈めている。
『ゴジラ：竜の棲む島』（Godzilla: Here There Be Dragons, 2023年）
IDWパブリッシングのアメコミ。英語名はOodako、Oodoko。エビラとともにゴジラと戦う。

## 登場が検討されていた作品
1969年公開の『ゴジラ・ミニラ・ガバラ オール怪獣大進撃』では、検討用台本第一稿で登場が予定されていたが、エビラに変更された。
2004年公開の『ゴジラ FINAL WARS』では、登場怪獣の候補に大ダコ「ダゴラ」が挙がっていた。特殊技術の浅田英一は、火と水（波）は小さくならず時間ばかりかかって効果があまり得られないため、大プールでの撮影はできるだけしたくなかったことから落とされたとの旨を述べている。